# Pintura do gótico

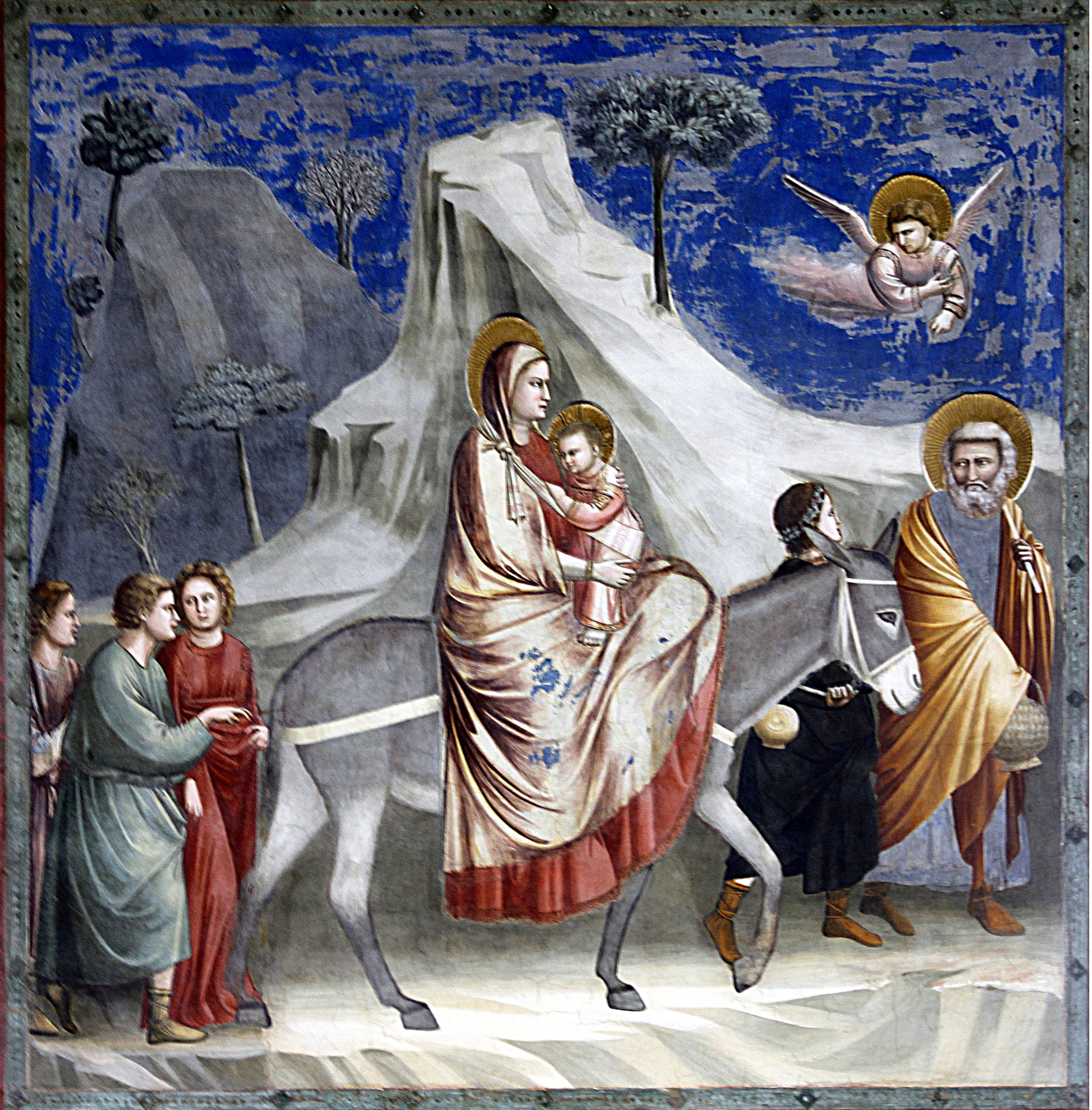
A Fuga para o Egito, de Giotto, Cappella degli Scrovegni, Pádua, Itália

A pintura gótica, uma das  expressões da arte gótica, apareceu apenas em 1200 ou quase 50 anos depois do início da arquitectura e da  escultura gótica. A transição do românico para gótico é bastante imprecisa e não há uma quebra definida, mas pode-se perceber o início de um estilo mais sombrio e emotivo que o do período anterior. Esta transição ocorre primeiro em Inglaterra e França cerca de 1200, no Sacro Império Romano-Germânico cerca de 1220 e na Itália cerca de 1300.
A característica mais evidente da arte gótica é um naturalismo cada vez maior. Essa qualidade, que surge pela primeira vez na obra dos artistas italianos de fins do século XIII, marcou o estilo dominante na pintura européia até o término do século XV.
O período gótico estendeu-se por mais de duzentos anos, surgindo na Itália e disseminando-se para o resto da Europa. Os italianos foram os primeiros a utilizar o termo gótico, indicando pejorativamente a arte que se produziu na Renascença tardia, mas que ainda seguia um estilo medieval. Era uma referência ao passado bárbaro, em especial aos godos. A palavra perdeu o tom depreciativo e passou a designar o período artístico entre o românico e o Renascimento. A arte gótica pertence sobretudo aos últimos três séculos da Idade Média.
A pintura (a representação de imagens numa superfície) durante o período gótico era praticada em quatro principais ofícios: afrescos, painéis, iluminura de manuscritos e vitrais. Os afrescos continuaram a ser utilizados como o principal ofício pictográfico narrativo nas paredes de igrejas no sul da Europa como continuação de antigas tradições cristãs e românicas. No norte, os vitrais foram os mais difundidos até ao século XV. A pintura de painéis começou na Itália no século XIII e espalhou-se pela Europa, tornando-se a forma dominante no século XV, ultrapassando mesmo os vitrais. A iluminura de manuscritos representa o mais completo registo da pintura gótica, fornecendo um registo de estilos em locais onde não sobreviveu nenhum outro trabalho. A pintura a óleo em lona não se tornou popular até aos séculos XV e XVI e foi um dos ofícios característicos da arte renascentista.
No começo do período gótico, a arte era produzida principalmente com fins religiosos. Muitas pinturas eram recursos didáticos que faziam o cristianismo visível para uma população analfabeta; outras eram expostas como ícones, para intensificar a contemplação e a prece. Os primeiros mestres do gótico preservaram a memória da tradição bizantina, mas também criaram figuras persuasivas, com perspectiva e com um maravilhoso apuro no traço.

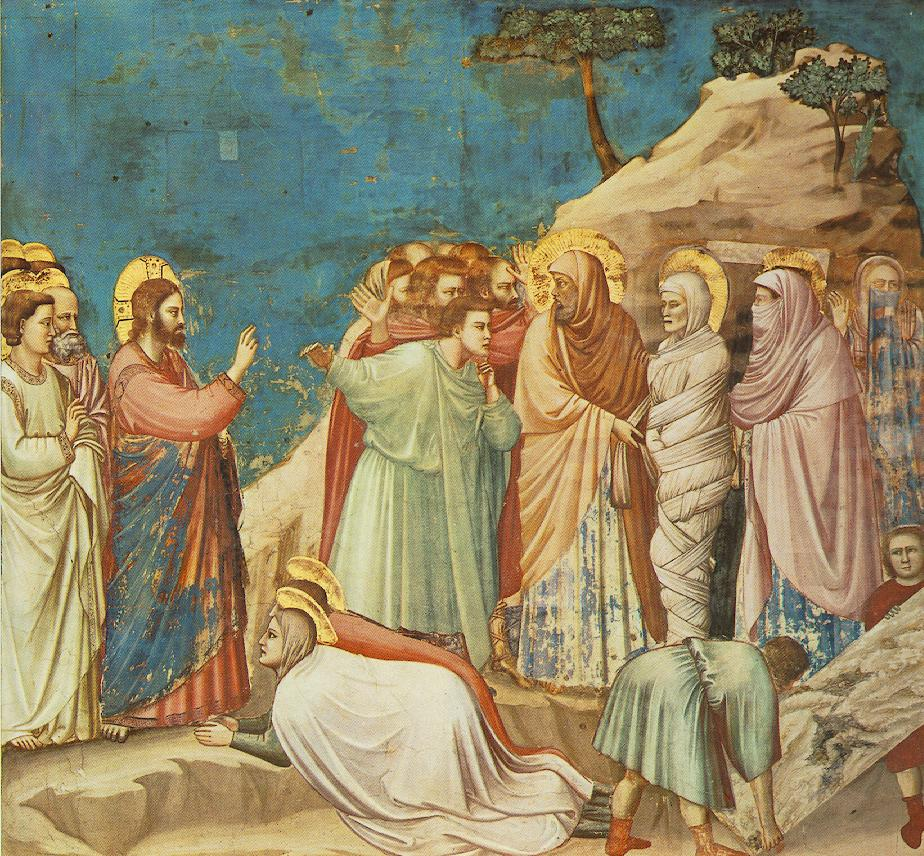
Ressurreição de Lázaro, Giotto

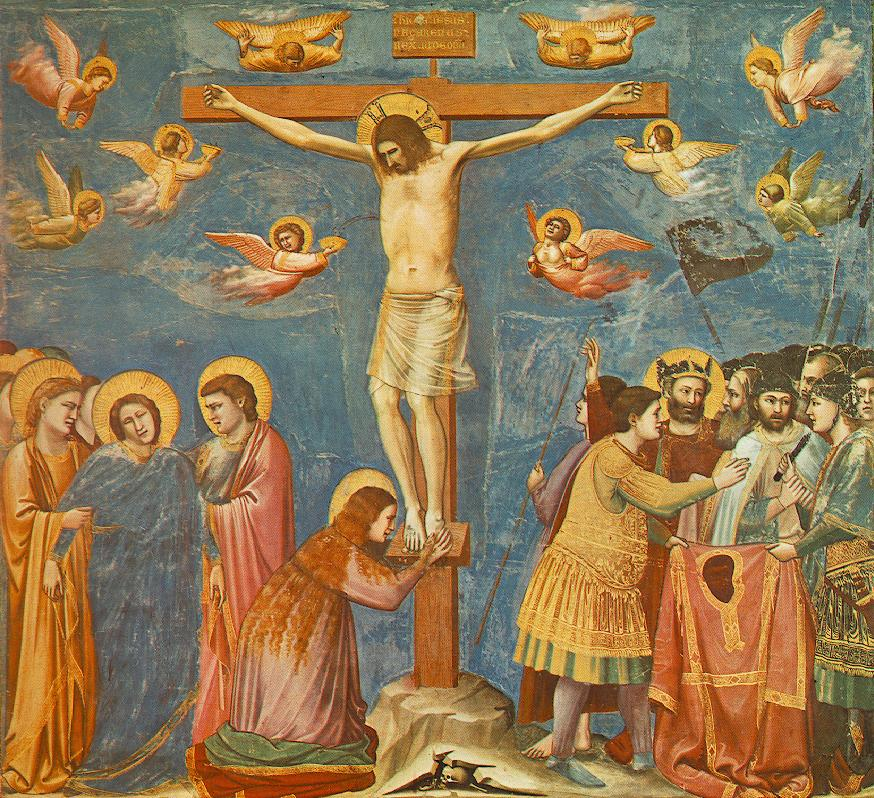
Crucificação, de Giotto

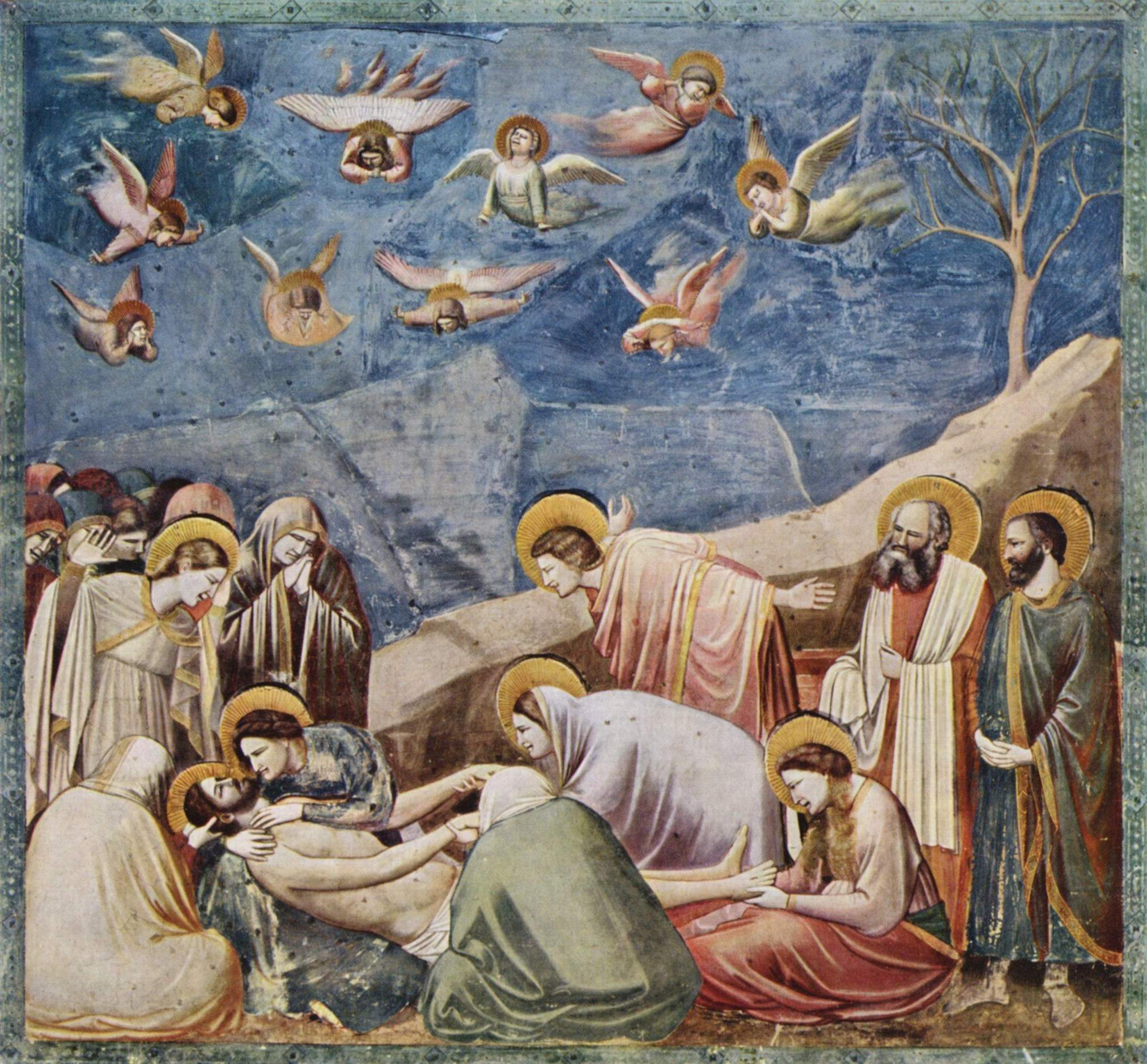
A Lamentação, Giotto

## Fases da pintura gótica

### Primórdios do gótico

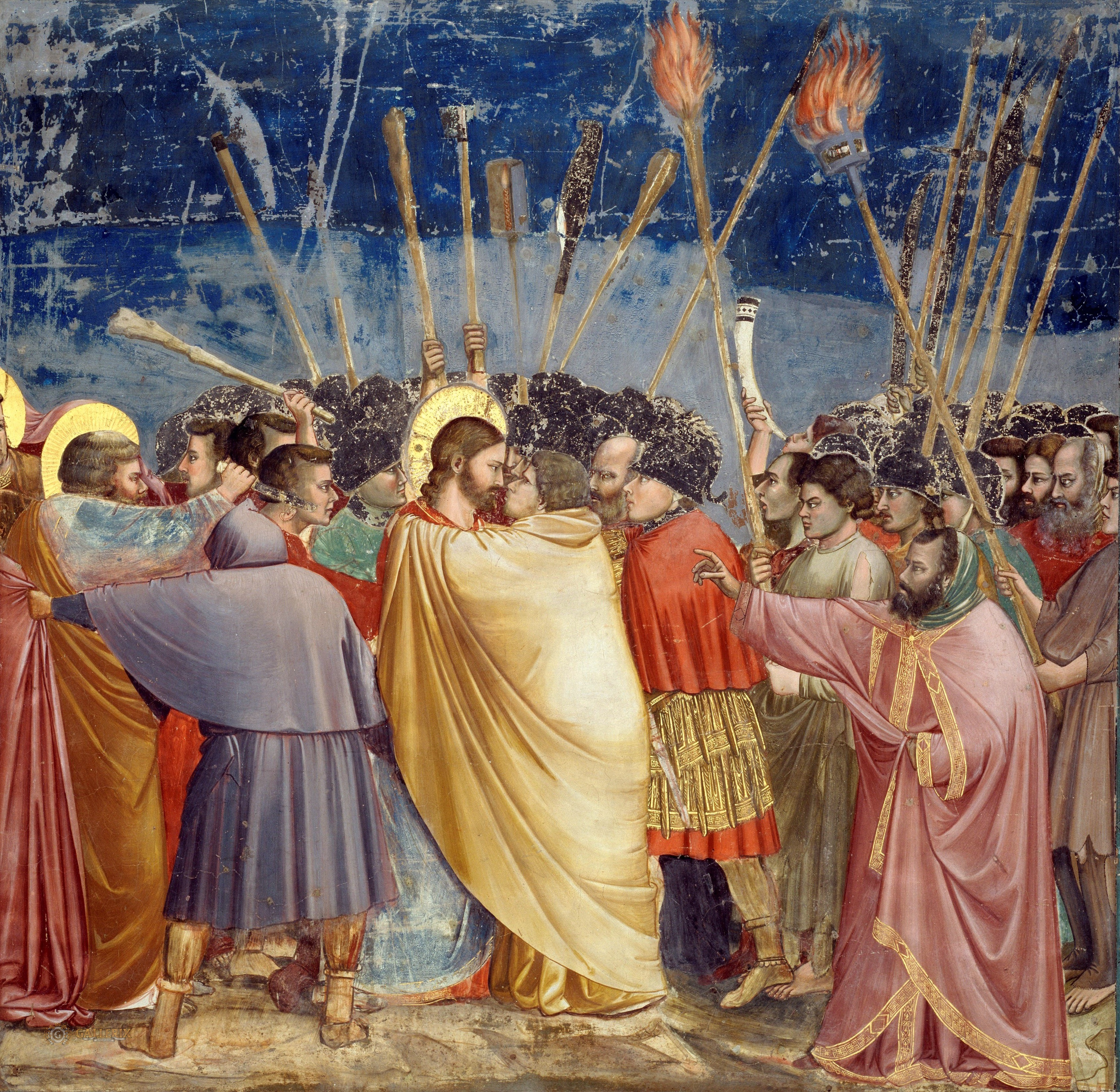
Beijo de Judas, de Giotto

A pintura gótica teve início na Itália. Só em fins do século XII o estilo gótico apareceu em pinturas e painéis de Florença e Siena. Ele demonstrava mais realismo do que o encontrado na arte românica e na arte bizantina, caracterizando uma fuga da chamada maniera greca, que dominava a Itália, para um estilo mais real. Havia fascínio pela perspectiva e pela ilusão de criar espaços que pareciam reais, com figuras menos rígidas e estilizadas. Há também um interesse pela narrativa pictórica e uma espiritualidade intensificada.

#### Escola sienesa
O pintor sienense Duccio também se afastou da bidimensionalidade bizantina, ainda que tenha sido fortemente influenciado por ela. Nos séculos XIII e XIV, a cidade de Siena competia com Florença no esplendor de suas artes. A maior obra de Duccio foi a Maestà (ainda que nem toda a obra tenha sido executada pelo artista), encontrada na catedral de Siena em 1308 e ali instalada em 1311. Posteriormente, a obra foi desmantelada e vendida, em parte porque não a apreciavam mais. Como conseqüência, há painéis da Maestà em diversas partes do mundo, como Washington, DC, Nova York e Londres. A Maestà foi pintada dos dois lados; a face anterior tinha três partes. Embora a face anterior da Maestà revele fortes laços com a tradição bizantina, a influência da Europa Setentrional pode ser vista nas formas graciosas e ondulantes das figuras. Duccio recebeu essa influência de segunda mão, por intermédio das esculturas de Nicola Pisano e Giovanni Pisano.
O artista mais puramente gótico de Siena era Simone Martini. Ele, um dos pintores sienenses, é o único que pode ter rivalizado com Duccio. Sua arte ainda mantinha laços com a tradição bizantina da espiritualidade remota, mas reconhecia o apurado estilo gótico norte-europeu (representado pela França) que naquela época era bem popular em Siena. Em 1266, um dos ramos da Casa Anjou estabeleceu uma corte em Nápoles e Simone foi chamado para pintar uma obra encomendada pelo rei Roberto, o Sábio. Simone foi o artista definitivo do estilo gótico-italiano e um dos primeiros expoentes do gótico internacional.

#### Escola florentina

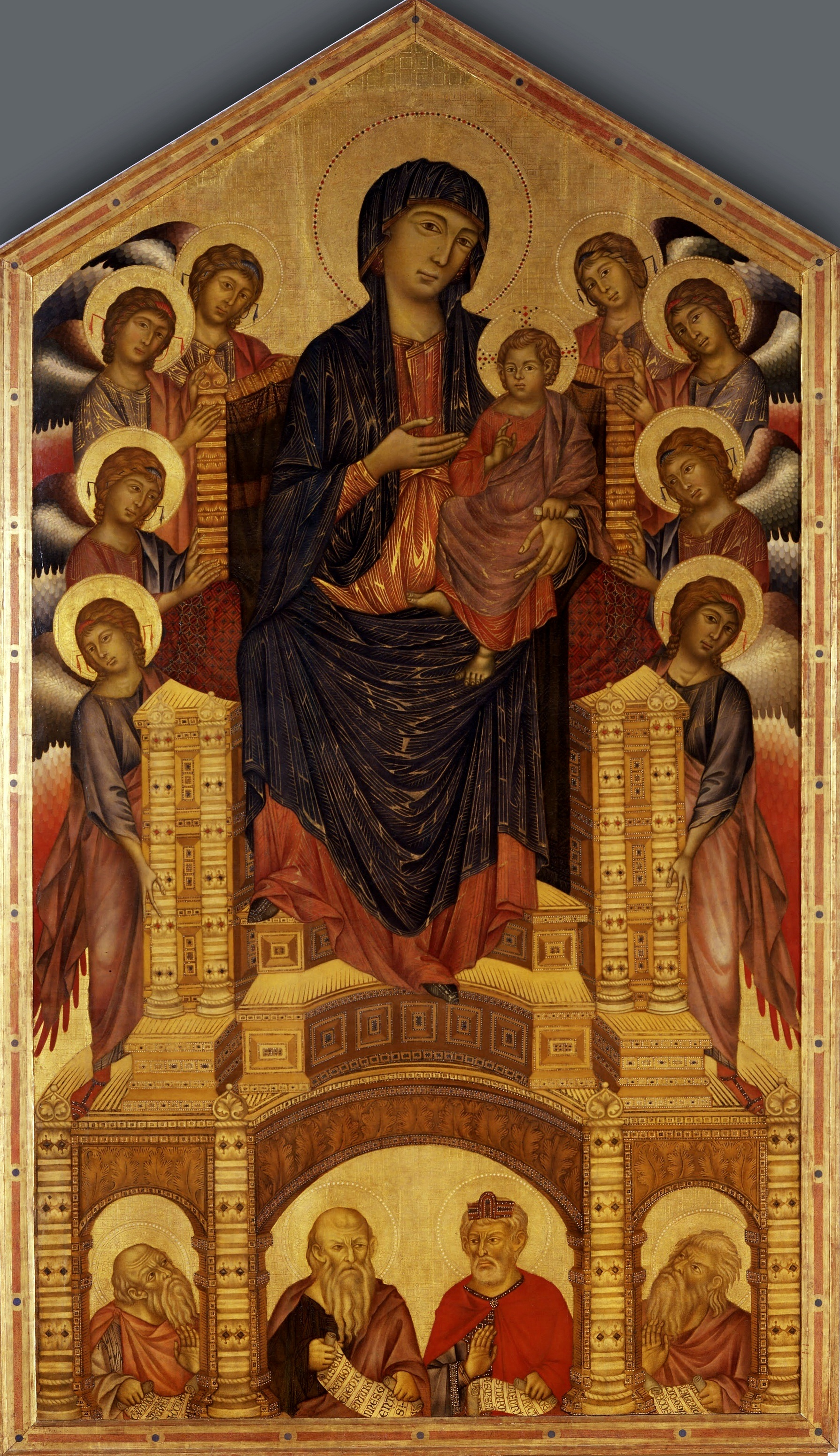
Maestà (Madona com anjos e profetas), Cimabue, Galleria degli Uffizi, Florença

O mais proeminente artista de Florença no final do século XII era Cimabue, que acredita-se ter sido o professor de Giotto. Ele era um artista do estilo bizantino, mas libertou-se da bidimensionalidade, avançando para o realismo. Sua obra mais conhecida é a Maestà, que estava no altar da igreja de Santa Trinità, em Florença. Cimabue foi um dos grandes mestres do Docento.
Enquanto Duccio reinterpretava a arte bizantina em Siena, seu contemporâneo fiorentino, Giotto, a transformou. O revolucionário tratamento que dava à forma e o modo como representava realisticamente o espaço, introduzindo a tridimensionalidade, assinalaram um grande passo na história da pintura. A pintura gótica chegou a seu ápice na Itália com Giotto. Ele foi para Roma em 1330 e pintou um afresco no palácio de Latrão. O artista compreendeu as inovações de Pietro Cavallini, o artista local cujos vigorosos e belos afrescos e mosaicos mostram um domínio do naturalismo, seguindo a tradição da arte romana e da arte paleocristã. A Cappella degli Scrovegni, em Pádua, está adornada com a maior das obras de Giotto que chegaram até nós: um ciclo de afrescos pintados por volta de 1305-1306 para mostrar cenas da vida da Virgem e da Paixão. Outra obra importante foi a ciclo com a vida de São Francisco de Assis. Giotto tinha um grande poder de organizar a agitação de uma cena em torno de uma imagem central, como vemos em sua mais famosa obra, O Beijo de Judas.
Se Simone Martini é discípulo de Duccio, então os irmãos Lorenzetti, (Pietro Lorenzetti e Ambrogio Lorenzetti) trazem a marca de Giotto. Ambos os irmãos morreram subitamente em 1348, tendo sido vítimas prováveis da Peste Negra. Entre as paisagens executadas nesses período, a obra-prima que constitui o direito de Ambrogio à fama é o afresco que representa os Efeitos do bom governo na cidade e no campo, encomendado para o interior do Palazzo Pubblico de Siena. Era a primeira tentativa de mostrar um cenário real com habitantes reais.
A Peste Negra afetou profundamente Florença e Siena. Sua versão mais impressionante é um afresco executado em 1350 no Camposanto, o cemitério junto à catedral de Pisa. Essa obra, atribuída a Francesco Traini, reproduz fragmentos dramáticos. Um incêndio, em 1944, danificou o afresco, que teve de ser retirado. Com a remoção, pôde-se ver a técnica usada para a elaboração da obra, o sinopie.
Pode-se dizer, em termos gerais, que aos Primórdios do Gótico corresponde a época do Trecento na arte italiana.

### Gótico internacional

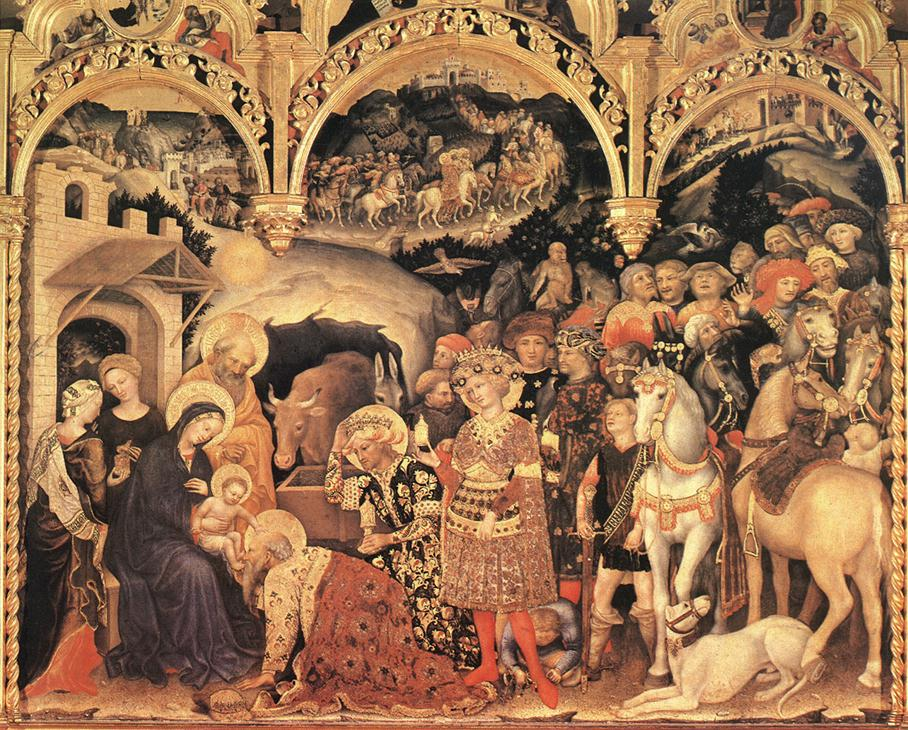
A Adoração dos Magos, Gentile da Fabriano

Em fins do século XIV, a fusão da arte italiana e norte-europeia já resultara no desenvolvimento do estilo gótico internacional. Destacados artistas viajaram da Itália à França e vice-versa e por toda a Europa. Ideias foram disseminadas e combinadas, até que obras nesse estilo surgiram na França, Itália, Inglaterra, Sacro Império Romano-Germânico, Áustria e Boêmia. O centro dessa grande fusão cultural foi a corte papal  de Avinhão.
Um exemplo clássico do estilo verdadeiramente internacional é o Díptico Wilton, que hoje está na National Gallery, de Londres. A obra pode ter sido pintada em qualquer época durante o reinado de Ricardo II de Inglaterra. Não há consenso sobre a nacionalidade do artista, o que marca profundamente o gótico internacional.
No início do século XV, a antiga arte da iluminura ainda era a forma de pintura que prevalecia na França. Ela chegou a novas culminâncias na obra dos Irmãos Limbourg: Pol, Herman e Jean. Eles vinham da Guéldria, uma província dos Países Baixos, mas trabalhavam na França. Sua obra-prima conjunta dos Limbourg, o Livro das Horas, ou As Três Riquíssimas Horas, foi encomendada por um abastado colecionador de manuscritos, o Duque de Berry. Ela pertence a um gênero de livro de orações ilustrado, os chamados livros de horas. As horas eram preces a serem ditas em uma das sete horas canônicas do dia. O livro incluíam também um calendário. A obra estava incompleta quando os artistas morreram, provavelmente devido à Peste Negra. Cada um dos meses é ilustrado, que, em geral, reproduz cenas da estação.
O gótico internacional também é exemplificado por Gentile da Fabriano. A maioria de suas obras não chegou até nós. Das que perduraram, a mais extraordinária é A Adoração dos Magos, encomendada por Palla Strozzi, o homem mais rico de Florença, para a igreja da Santa Trinità. A mesma luminosidade de Gentile pode também ser vista em outro artista e medalhista italiano Antonio Pisanello. Vários de seus afrescos foram recentemente descobertos em Mântua.
Algumas obras da arte gótica mostram o impacto da Peste Negra. Esta epidemia, que hoje se acredita ter sido a peste bubônica, devastou a Europa, entre 1347 e 1351. À época, muitos a consideravam um castigo de Deus. Artistas como o Mestre das Horas de Rohan espalhavam em suas obras o interesse pela morte e pela sentença divina. No mesmo período, outros exemplos do gótico internacional não parecem afetados pela Peste Negra, como nas obras do mestre sienense Sassetta. Durante toda a vida de Sassetta, os sienenses tiveram uma existência tranqüila sob um governo republicano e Siena pôde rivalizar com Florença nas artes.
Outro importante artista do gótico internacional foi Melchior Broederlam, um flamengo que trabalhou para a corte do duque de Borgonha, em Dijon. Seus painéis apresentam as características do gótico internacional: a qualidade pictórica suave e seu realismo de pormenor.

### Pintura gótica tardia

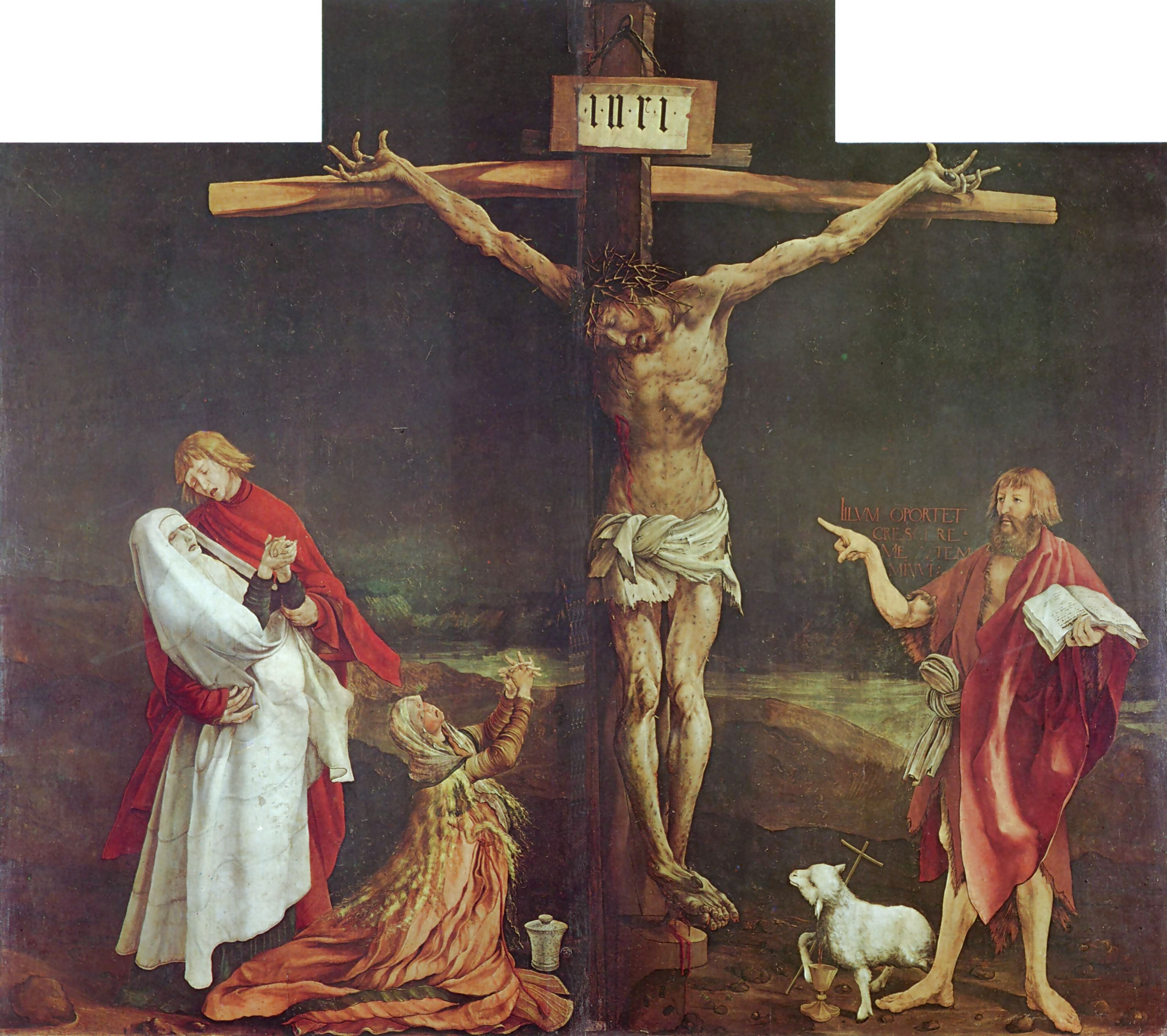
Crucificação, de Matthias Grünewald

Gerard David, Hieronymus Bosch e Matthias Grünewald eram todos pintores quinhentistas e contemporâneos de artistas setentrionais como Albrecht Dürer, Lucas Cranach e Hans Holbein. As obras dos primeiros preservam vínculos com a tradição gótica, ao passo que os últimos sofreram forte influência da Renascença italiana. Assim, duas vertentes, a arte gótica e a arte renascentista, coexistiram no norte da Europa na primeira metade do século XVI.
Gerard David foi o sucessor de Memling em Bruges e foi um artista bem-sucedido. O estilo característico dos Países Baixos chega ao auge em sua obra. O pintor Hieronymus Bosch fica à parte. Tinha um estilo inigualável e seu simbolismo permanece vívido ainda hoje. Bosch expressa as ansiedades de uma época de convulsão social e política. Bosch é célebre por suas obras fantásticas e misteriosas. O rei espanhol Felipe II era admirador de sua obra e formou uma coleção de pinturas do artista.
A última florescência do gótico se deu com Matthias Grünewald. Talvez tenha sido contemporâneo de Albrecht Dürer. Nenhum outro pintor expôs de forma tão terrível o sofrimento e a certeza da salvação. Sua obra maior, o Retábulo de Issenheim, que se encontra em Colmar, na Alsácia, foi encomendado pelo mosteiro de Issenheim e deveria servir de consolo aos pacientes do hospital. Em Grünewald, a arte gótica alcançou uma grandeza eletrizante.

## Outras manifestações da pintura gótica

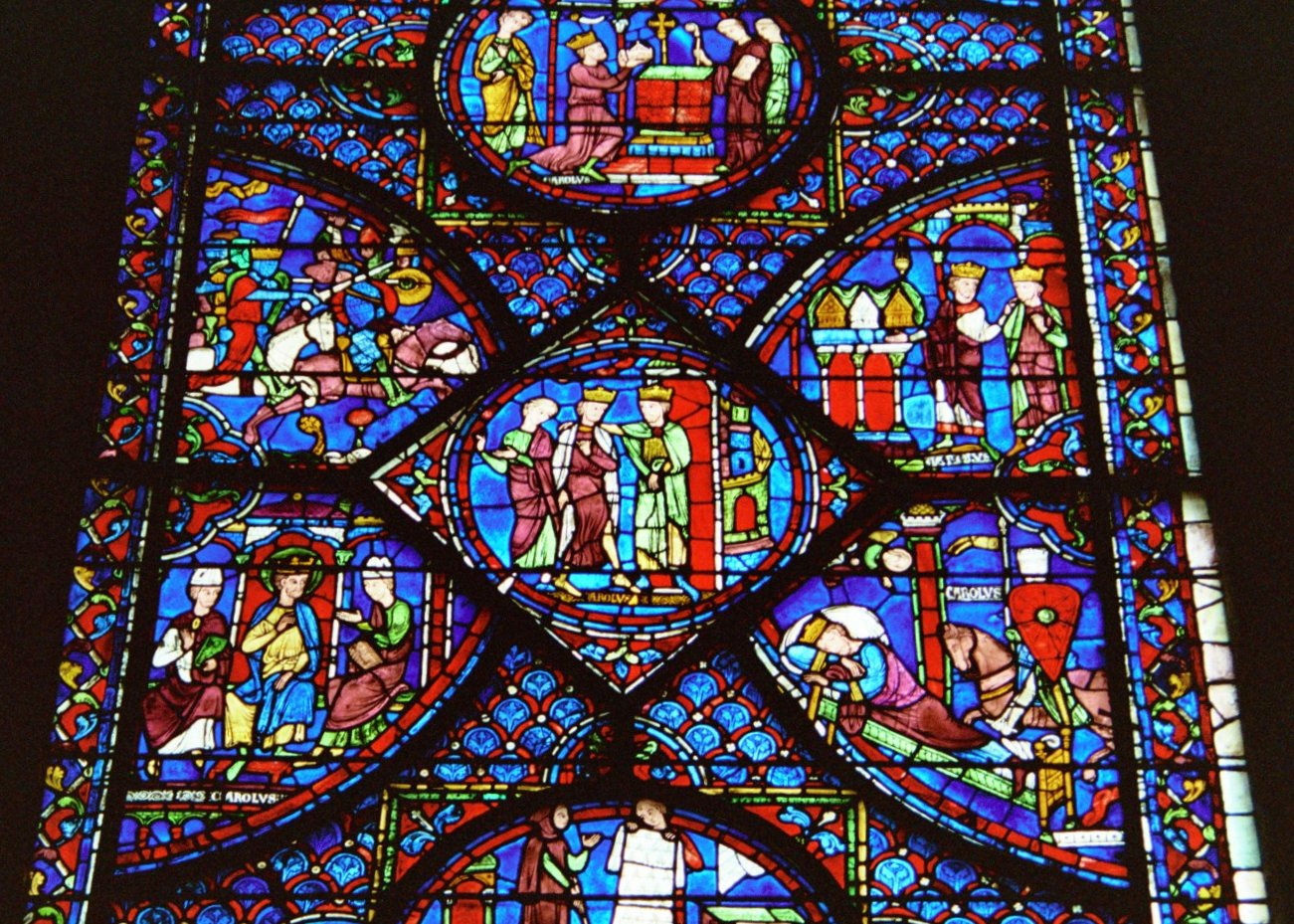
Vitral na Catedral de Chartres

### Vitrais
A arquitetura gótica fez surgir o interesse pelos vitrais. O Abade Suger de Saint-Denis sublinhava sempre o efeito miraculoso produzido pelos janelões nas igrejas góticas, como em Saint-Denis e na Catedral de Chartres. Com o tempo, o vitral passou a ocupar o lugar da iluminura, como forma pictural dominante. O majestoso Habacuc, na Catedral de Bruges, em uma das janelas da série com profetas no Velho Testamento, está diretamente ligado ao estilo de Nicholas de Verdun. A construção dos vitrais requeria um planejamento metódico dos projetos, para o qual não havia precedentes na pintura românica. Os procedimentos de construção de vitrais podem ser estudados em parte na obra de Villard de Honnecourt, arquiteto que trabalhou em 1240. O período de 1200 a 1250 pode ser considerado a idade de ouro dos vitrais. Com o tempo, a iluminura recuperou seu espaço. Entretanto, sua elaboração foi profundamente influenciada pelo vitral e pela escultura em pedra.

### Iluminuras
Nas novas iluminuras, como no Saltério de São Luís, verifica-se a preocupação com o enquadramento, muito parecido com o dos vitrais. Até o século XIII, a produção das iluminuras estava confinada aos mosteiros. Então, pouco a pouco, a produção é transferida para as oficinas urbanas, criando-se uma arte profana. Alguns membros dessa nova linhagem de iluminadores é conhecida, como o Mestre Honoré, que, em 1295, pintou as miniaturas do Livro das Horas, de Filipe, o Belo.
As iluminuras ao norte dos Alpes forma muito influenciadas pelos grandes mestres italianos, como Duccio. As drôleries são um traço característico da iluminura gótica setentrional. Seu repertório abrange uma vasta gama de motivos: a fantasia, a fábula, o humor grotesco, etc.

## Pintores

### Pintores italianos
- Aghinetti
- Altichiero
- Alvise Vivarini
- Ambrogio di Baldese
- Ambrogio Lorenzetti
- Andrea de Bonaiuto
- Andrea del Castagno
- Andrea di Bartolo
- Andrea Orcagna
- Andrea Tafi
- Andrea Vanni
- Anovelo da Imbonate
- Antonio da Alatri
- Antonio di Anghiari
- Antonio Pisanello
- Antonio Veneziano
- Antonio Vivarini
- Baccio Baldini
- Barna da Siena
- Bernabé de Módena
- Bartolo di Fredi
- Bartolomeo Bulgarini
- Bartolomeo Vivarini
- Belbello da Pavia
- Benedetto Bonfigli
- Benvenuto di Giovanni
- Benozzo Gozzoli
- Berlinghiero Berlinghieri
- Bernardo Daddi
- Bicci di Lorenzo
- Bonaventura Berlinghieri
- Bonifacio Bembo
- Buonamico Buffalmacco
- Cecco di Pietro
- Cenni di Francesco
- Cennino Cennini
- Cimabue
- Cola Petruccioli
- Coppo di Marcovaldo
- Dalmasio Scannabecchi
- Dello Delli
- Domenico di Bartolo
- Domenico di Michelino
- Duccio
- Filippo Rusuti
- Fra Angelico
- Francesco da Volterra
- Francesco di Giorgio
- Francesco di Valdambrino
- Francesco Traini
- Franco e Filippolo de Veris
- Gaddo Gaddi
- Galasso Galassi
- Gentile Bellini
- Gentile da Fabriano
- Gherardo Starnina
- Giacomo Jaquerio
- Giottino
- Giotto
- Giovanni Baronzio
- Giovanni da Milano
- Giovanni dal Ponte
- Giovanni del Biondo
- Giovanni di Paolo
- Giovanni di ser Giovanni Guidi
- Giovannino de Grassi
- Giunta Pisano
- Giusto de' Menabuoi
- Guariento
- Guido da Siena
- Jacobello del Fiore
- Jacopo Avanzi
- Jacopo Bellini
- Jacopo de' Barbari
- Jacopo del Casentino
- Jacopo Torriti
- Jan Van Eyck
- Lippo Memmi
- Lorenzo d'Alessandro
- Lorenzo di Bicci
- Lorenzo Monaco
- Lorenzo Veneziano
- Marco Basaiti
- Margaritone Aretino
- Mariotto di Nardo
- Maso Di Banco
- Masolino da Panicale
- Matteo Giovannetti
- Memmo di Filipuccio
- Mestre do Bigallo
- Mestre de Castelsardo
- Mestre de San Martino alla Palma
- Michele Giambono
- Michelino da Besozzo
- Nardo di Cione
- Niccolò Antonio Colantonio
- Ottaviano Nelli
- Paolo di Giovanni Fei
- Paolo Serafini da Modena
- Paolo Veneziano
- Pietro Cavallini
- Pietro Lorenzetti
- Puccio Capanna
- Sano di Pietro
- Sassetta
- Simone dei Crocifissi
- Simone Martini
- Spinello Aretino
- Taddeo di Bartolo
- Taddeo Gaddi
- Tommaso da Modena
- Ugolino di Nerio
- Vecchietta
- Vitale da Bologna
- Zanetto Bugatto
- Zanobi Strozzi

### Pintores alemães
- Absolon Stumme
- Albrecht Altdorfer
- Anton Koberger
- Augustin Hirschvogel
- Bernt Notke
- Berthold Furtmeyr
- Bartholomäus Bruyn
- Conrad Soest
- Daniel Hopfer
- Erhard Altdorfer
- Erhard Reuwich
- Frade Francke
- Hans Acker
- Hans Bornemann
- Hans Burgkmair
- Hans Leonhard Schäufelein
- Hans Multscher
- Hans Pleydenwurff
- Hans von Kulmbach
- Hermen Rode
- Hinrik Bornemann
- Hinrik Funhof
- Israhel van Meckenem
- Jost de Negker
- Konrad Witz
- Lukas Moser
- Martin Schongauer
- Matthias Grünewald
- Mestre Bertram
- Mestre da Vida da Virgem
- Mestre das Cartas
- Mestre de Housebook
- Mestre de Meßkirch
- Mestre de Saint Giles
- Mestre de Vyšší Brod
- Mestre do Altar de Bartholomäus
- Mestre do Altar de Malchin
- Mestre do Altar de Schöppinger
- Mestre ES
- Michael Wolgemut
- Stephan Lochner
- Virgil Solis
- Wenzel Hollar
- Wilm Dedeke
- Wolf Huber

### Pintores franceses
- André Beauneveu
- Enguerrand Quarton
- Hennequin de Bruges
- Henri Bellechose
- Irmãos Limbourg
- Jacquemart de Hesdin
- Jean Bapteur
- Jean Clouet
- Jean Colombe
- Jean de Beaumetz
- Jean Fouquet
- Jean Malouel
- Jean Pucelle
- Josse Lieferinxe
- Melchior Broederlam
- Mestre de Boucicaut
- Mestre de Bedford
- Mestre de Parement de Narbonne
- Mestre das Horas de Rohan
- Mestre do Livro da Cidade de Senhoras
- Nicolas Froment
- Simon Marmion
- Villard de Honnecourt

### Pintores espanhóis
- Antón Sánchez de Segovia
- Bernardo Martorell
- Bartolomé Bermejo
- Blasco de Grañén
- Fernando Gallego
- Jaime Huguet
- Jaume Serra
- Jaume Baçó
- Jaume Ferrer Bassa
- Jorge Inglés
- Juan Rexach
- Juan Sánchez de Castro
- Luís Borrassá
- Luis Dalmau
- Mestre da Família Artés
- Pedro Berruguete
- Pedro Nisart
- Pedro Zuera
- Pere Serra

### Pintores portugueses
- Álvaro Pires de Évora
- António Florentim
- Nuno Gonçalves

### Outros
- Andrei Rublev (Rússia)
- Michael Pacher (Áustria)
- Mestre de Vyšší Brod (República Checa)
- Mestre do Altar de Třeboň (República Checa)
- Mestre Theodoric (República Checa)
- Kamāl ud-Dīn Behzād (Pérsia)
- Matthew Paris (Inglaterra)
- Michael Sittow (Estônia)
- Alberto, o Pintor (Suécia)
- Niklaus Manuel (Suíça)
- Reza Abbasi (Pérsia)

## Locais de visitação
- Accademia (Veneza)
- Accademia Carrara (Bergamo)
- Antiga Pinacoteca (Munique)
- Ashmolean Museum (Inglaterra)
- Bargello (Florença)
- Basílica de Santa Cruz (Florença)
- Basílica de Santa Maria Maior (Roma)
- Basílica de Santa Maria em Trastevere (Roma)
- Basílica de Santo Antônio de Pádua (Pádua)
- Basílica de São Francisco de Assis (Assis)
- Basílica de São João de Latrão (Roma)
- Basílica de São Marcos (Veneza)
- Basílica de São Paulo fora dos Muros (Roma)
- Batistério de São João (Florença)
- Biblioteca Britânica (Londres)
- Biblioteca Nacional da França (Paris)
- Cappela Brancacci (Florença)
- Capella degli Scrovegni (Pádua)
- Castelo de Chantilly (Chantilly)
- Castelo de Windsor (Windsor)
- Catedral de Florença (Florença)
- Catedral de Lübeck (Lübeck)
- Catedral de Siena (Siena)
- Cloisters (Nova York)
- Coleção Frick (Nova York)
- Fundação Calouste Gulbenkian (Lisboa)
- Galeria Doria Pamphilj (Roma)
- Galeria Nacional de Arte (Washington, DC)
- Galeria Nacional de Londres (Londres)
- Galeria Uffizi (Florença)
- Gemäldegalerie (Berlim)
- Getty Center (Los Angeles)
- Hermitage (São Petersburgo)
- Igreja de Orsanmichele (Florença)
- Basílica de Santa Clara (Nápoles)
- Igreja da Santa Trindade (Florença)
- Igreja de São Domingos Maior (Nápoles)
- Igreja de São Salvador (Bruges)
- Igreja de São Zacarias (Veneza)
- Ilha dos Museus (Berlim)
- Instituto de Arte de Detroit (Detroit)
- Kunsthistorisches Museum (Viena)
- Louvre (Paris)
- Metropolitan Museum of Art (Nova York)
- Museu Czartoryski (Cracóvia)
- Museu de Arte da Filadélfia (Filadélfia)
- Museu de Arte de São Paulo (São Paulo)
- Museu de Belas Artes de Boston (Boston)
- Museu de Belas Artes de Budapeste (Budapeste)
- Museu de Capodimonte (Nápoles)
- Museu de História da Arte (Viena)
- Museu do Prado (Madri)
- Museu do Vaticano (Roma)
- Museu Groeninge (Bruges)
- Museu Nacional de Arte Antiga (Lisboa)
- Museu Nacional de Praga (Praga)
- Museu Real de Belas Artes de Antuérpia (Antuérpia)
- Palácio de Hampton Court (Londres)
- Palácio do Doge (Veneza)
- Palácio dos Papas (Avinhão)
- Palazzo Ducale di Mantova (Mântua)
- Palazzo Pubblico de Siena (Siena)
- Prefeitura de Bruxelas (Bruxelas)
- Rijksmuseum (Amsterdã)
- São Jorge em Velabro (Roma)
- Santa Maria Novella (Florença)
- Santa Cecilia in Trastevere (Roma)
- Städel (Frankfurt)